# Sept-Vents
Sept-Vents (prononcé [sevɑ̃]) est une ancienne commune française, située dans le département du Calvados en région Normandie, devenue le 1er janvier 2017 une commune déléguée au sein de la commune nouvelle de Val de Drôme.
Elle est peuplée de 432 habitants (les Sept-Ventais, ou Sept-Vannais du nom initial Sept-Vans, en normand Sévans).

## Géographie
La commune est aux confins du Bessin, du Bocage virois et du pays saint-lois. Son bourg est à 2 km au sud-ouest de Caumont-l'Éventé, à 8 km au nord de Saint-Martin-des-Besaces et à 13 km à l'est de Torigni-sur-Vire.
| La Lande-sur-Drôme (comm. nouv. de Val de Drôme) | La Vacquerie (comm. nouv. de Caumont-sur-Aure), Caumont-l'Éventé (comm. nouv. de Caumont-sur-Aure) | Caumont-l'Éventé (comm. nouv. de Caumont-sur-Aure)      |
| Le Perron (Manche)                               | Sept-Vents                                                                                         | Cahagnes                                                |
| Dampierre (comm. nouv. de Val de Drôme)          | Saint-Jean-des-Essartiers (comm. nouv. de Val de Drôme)                                            | Saint-Jean-des-Essartiers (comm. nouv. de Val de Drôme) |

## Toponymie
Le nom de la localité est attesté sous les formes Sepvans en 1170, Sedvannum en 1172, Sedvans en 1177, Septem vanni au XIVe siècle, Sepvans en 1498, Septvans en 1726.
Ce toponyme se prononce [sevɑ̃].
L'origine du toponyme est obscure. Malgré le voisinage convergent de Caumont-l'Éventé, il ne semble pas y avoir de rapport avec le vent, la graphie -Vents étant récente. Toponyme contenant l'appellatif normannique vangr, "champ", l'existence de ce terme dans la toponymie normande a jusqu'ici été méconnue.

## Histoire

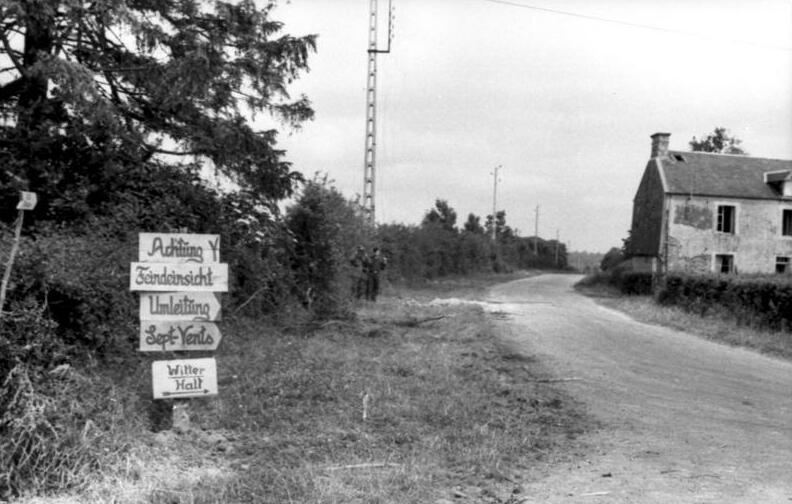
Sept-Vents sur un panneau routier allemand en juin 1944.

L'existence de la seigneurie de Sevans est attestée depuis le XIIIe siècle et pourrait avoir été propriété de la seigneurie de Beaujeu en Bourgogne. 
Le 24 juillet 1346, pendant la guerre de Cent Ans, lors de la chevauchée d'Édouard III sur le sol français, les troupes du roi d'Angleterre ravagent le village.
Au début du XVIe siècle, la seigneurie de Sevans relevait du roi et appartenait à Geoffroy de Grimonville puis au marquis de Longaunay au XVIIIe siècle.
Le 1er janvier 2017, Sept-Vents intègre avec trois autres communes la commune de Val de Drôme créée sous le régime juridique des communes nouvelles instauré par la loi no 2010-1563 du 16 décembre 2010 de réforme des collectivités territoriales. Les communes de Dampierre, de La Lande-sur-Drôme, de Saint-Jean-des-Essartiers et de Sept-Vents deviennent des communes déléguées et Sept-Vents est le chef-lieu de la commune nouvelle.

## Politique et administration
| Période                                  | Période       | Identité         | Étiquette | Qualité      |
| ---------------------------------------- | ------------- | ---------------- | --------- | ------------ |
| Les données manquantes sont à compléter. |               |                  |           |              |
| avant 1995                               | 1995          | Claude Ancel     |           |              |
| 1995                                     | mars 2014     | Monique Fortin   | DVD       | Agricultrice |
| mars 2014                                | décembre 2016 | Michel Delaroque | SE        |              |

Le conseil municipal était composé de onze membres dont le maire et deux adjoints. Ces conseillers intègrent au complet le conseil municipal de Val de Drôme le 1er janvier 2017 jusqu'en 2020 et Michel Delaroque devient maire délégué.

## Démographie
En 2021, la commune comptait 432 habitants. Depuis 2004, les enquêtes de recensement dans les communes de moins de 10 000 habitants ont lieu tous les cinq ans (en 2007, 2012, 2017, etc. pour Sept-Vents) et les chiffres de population municipale légale des autres années sont des estimations.
Sept-Vents a compté jusqu'à 1 032 habitants en 1806.
| 1793 | 1800 | 1806  | 1821 | 1831 | 1836 | 1841 | 1846 | 1851 |
| ---- | ---- | ----- | ---- | ---- | ---- | ---- | ---- | ---- |
| 973  | 958  | 1 032 | 926  | 293  | 289  | 881  | 889  | 892  |

| 1856 | 1861 | 1866 | 1872 | 1876 | 1881 | 1886 | 1891 | 1896 |
| ---- | ---- | ---- | ---- | ---- | ---- | ---- | ---- | ---- |
| 903  | 853  | 790  | 718  | 707  | 702  | 683  | 680  | 615  |

| 1901 | 1906 | 1911 | 1921 | 1926 | 1931 | 1936 | 1946 | 1954 |
| ---- | ---- | ---- | ---- | ---- | ---- | ---- | ---- | ---- |
| 590  | 580  | 568  | 474  | 487  | 511  | 488  | 412  | 460  |

| 1962 | 1968 | 1975 | 1982 | 1990 | 1999 | 2007 | 2012 | 2017 |
| ---- | ---- | ---- | ---- | ---- | ---- | ---- | ---- | ---- |
| 427  | 374  | 332  | 331  | 341  | 361  | 390  | 408  | 451  |

| 2019 | - | - | - | - | - | - | - | - |
| ---- | - | - | - | - | - | - | - | - |
| 466  | - | - | - | - | - | - | - | - |

## Lieux et monuments
- Ancien prieuré bénédictin de Saint-Laurent, qui relevait de l'abbaye Saint-Étienne de Caen[17]. Il abrite un retable orné de quatre statues (Vierge à l'Enfant, saint Vincent, sainte Radegonde et saint Laurent), et une autre statue de saint Laurent. Toutes ces œuvres, du XVIIe siècle, sont classées au titre objet aux monuments historiques[18].
- Église Notre-Dame, du début du XIXe siècle.
- Ancien manoir d'Orval.

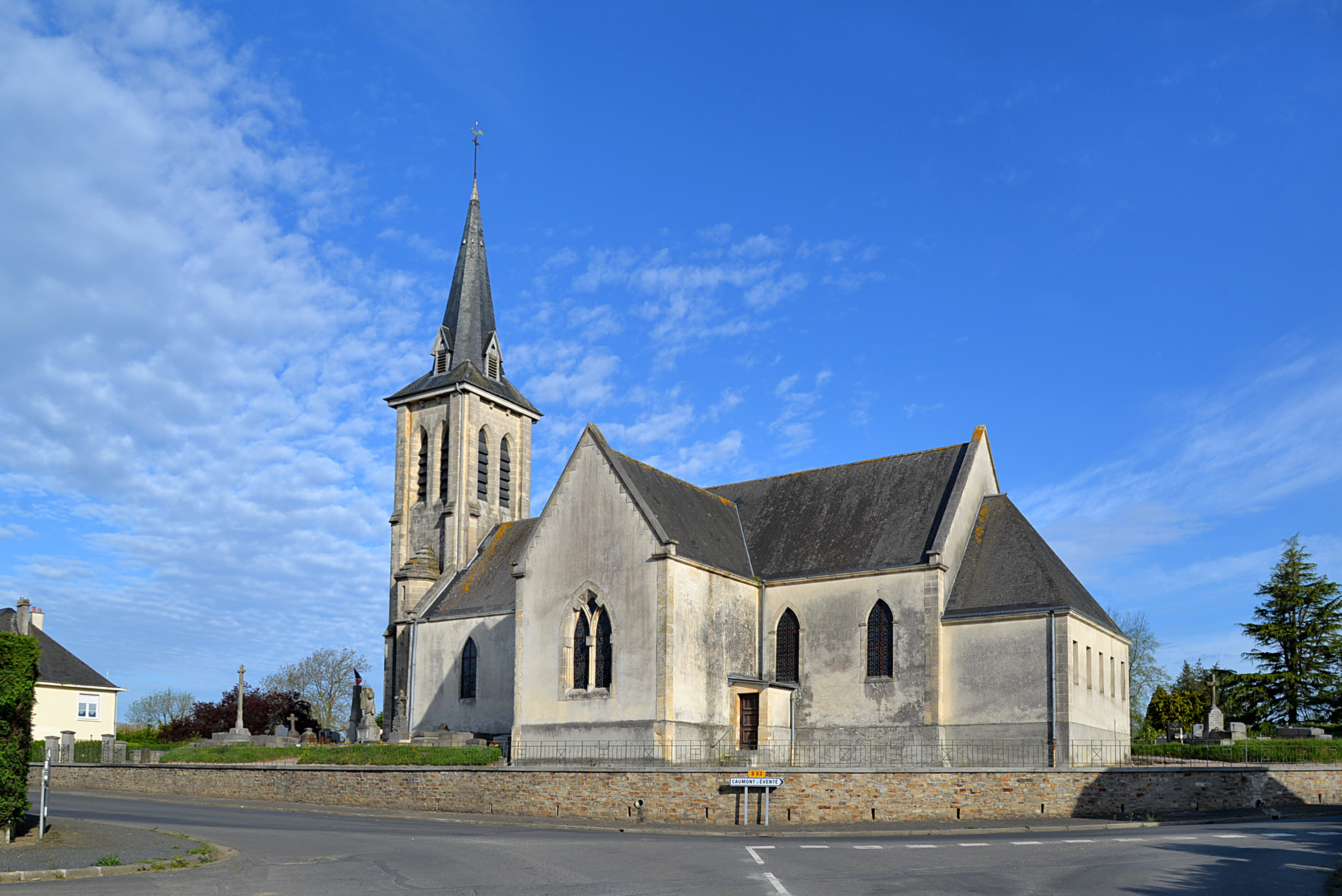
L’église Notre-Dame.
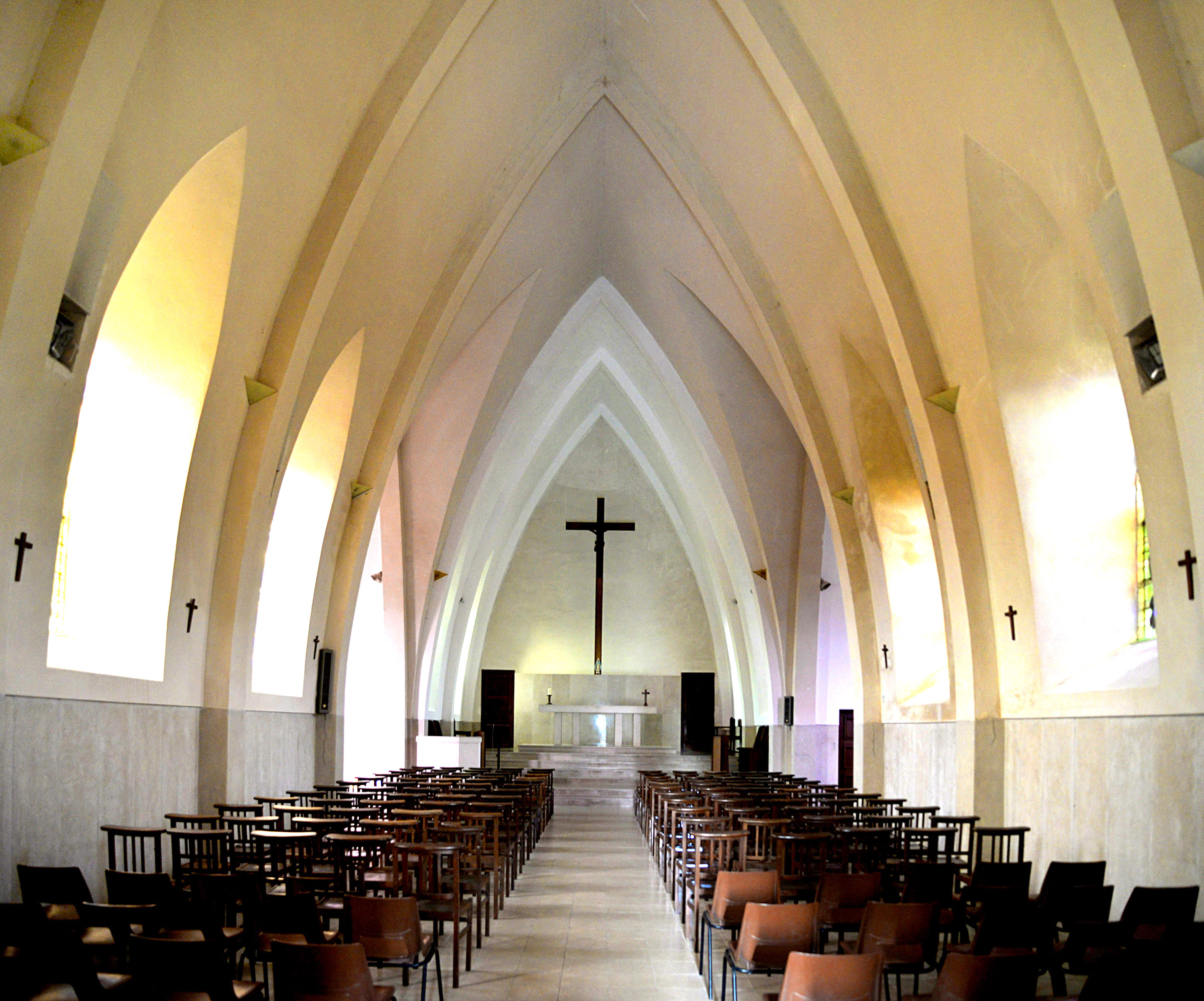
La nef de l’église Notre-Dame.
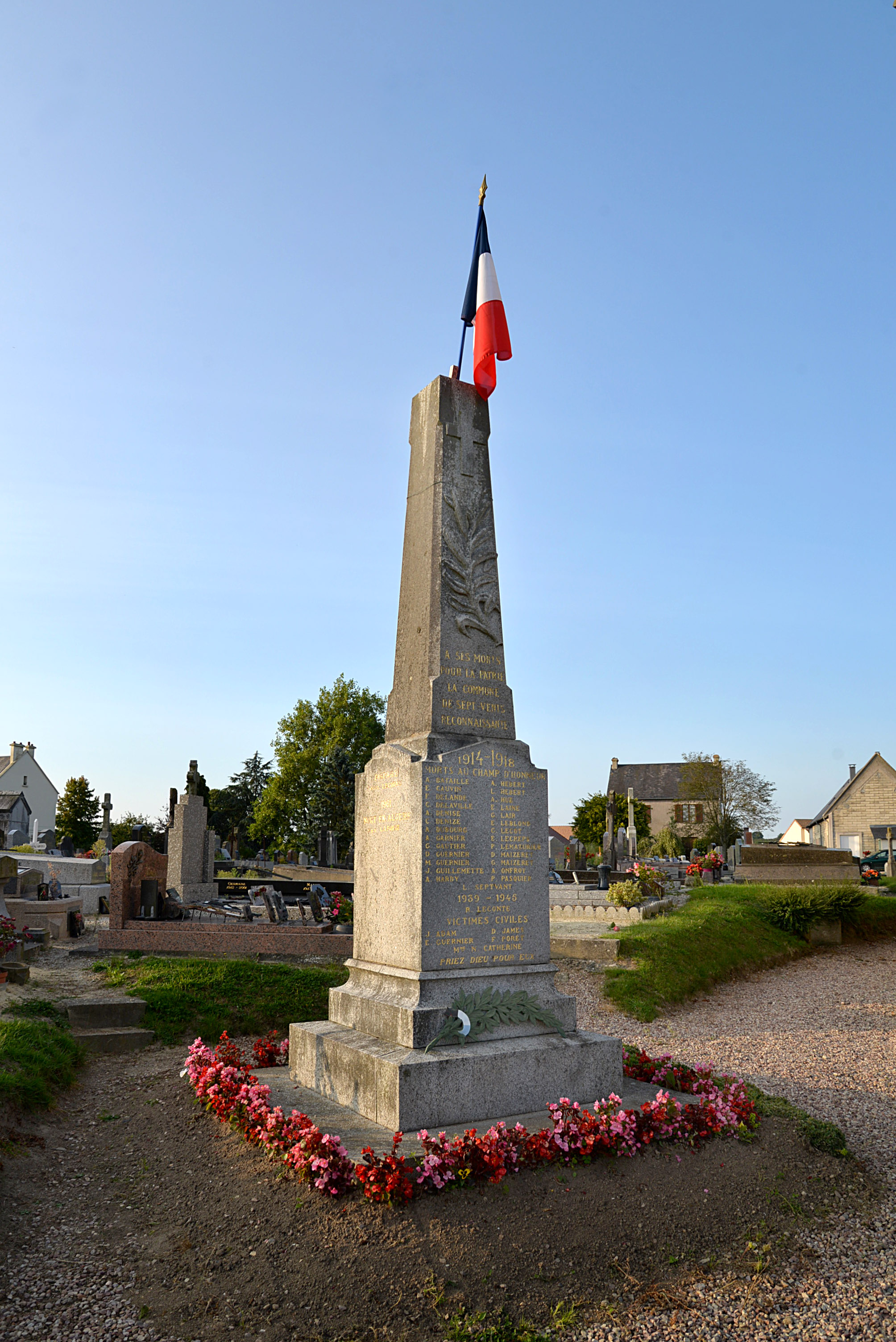
Le monument aux morts.

## Activité et manifestations

### Jumelages
Poughill (Royaume-Uni) depuis 1981.

## Personnalités liées à la commune
- Guillaume de Beaujeu, maître de l'ordre du Temple qui était seigneur de Sevans en 1263[8].
- Jean-Louis Giraud-Soulavie (1751-1813), géologue et historien, fut curé de Sept-Vents jusque 1791, avant de se défroquer.
- George Charles Grey (1918-1944), député et soldat britannique tué durant la libération de Sept-Vents.